# Lilly King
Lilly King (n. 10 februarie 1997, Evansville, Indiana, SUA) este o înotătoare americană, medaliată olimpică. A participat la 2 ediții ale Jocurilor Olimpice (2016, 2020) în care a câștigat o medalie de aur.